# Travemunde Open 1984
Il Travemunde Open 1984 è stato un torneo di tennis facente parte della categoria ATP Challenger Series nell'ambito dell'ATP Challenger Series 1984. Il torneo si è giocato a Travemünde in Germania dal 2 all'8 luglio 1984 su campi in terra rossa.

## Vincitori

### Singolare
Vadim Borisov ha battuto in finale  Alejandro Ganzábal con il punteggio di 7–5, 7–5

### Doppio
Johan Carlsson /  Peter Svensson hanno battuto in finale  Igor Flego /  Shahar Perkiss con il punteggio di 5–7, 6–4, 6–2